# Sielsowiet Stańków
Sielsowiet Stańków (biał. Станькаўскі сельсавет, Stańkauski sielsawiet; ros. Станьковский сельсовет) – sielsowiet na Białorusi, w obwodzie mińskim, w rejonie dzierżyńskim, z siedzibą w Stańkowie.

## Demografia
Według spisu z 2009 sielsowiety Stańków i Lachowicze zamieszkiwało 3260 osób, w tym 2515 Białorusinów (77,15%), 561 Rosjan (17,21%), 99 Ukraińców (3,04%), 39 Polaków (1,20%), 12 Ormian (0,37%), 5 Azerów (0,15%), 17 osób innych narodowości i 12 osób, które nie podały żadnej narodowości.
Do 2019 liczba ludności spadła do 3102 osób. Największymi miejscowościami były wówczas Stańków (1608 mieszkańców), Zabłocie (441 mieszkańców), Lachowicze (131 mieszkańców), Sasnowy Bor (113 mieszkańców) i Migdałowicze (108 mieszkańców). Liczba ludności żadnej z pozostałych miejscowości nie przekraczała 83 osób.

## Geografia i transport
Sielsowiet położony jest na Wysoczyźnie Mińskiej, w południowej części rejonu dzierżyńskiego. Największą rzeką jest Usa.
Przez sielsowiet przebiegają droga magistralna M1 i droga republikańska R65, a jego granicą linia kolejowa Moskwa – Mińsk – Brześć.

## Historia
W latach 30. XX w. sielsowiety Stańków i Lachowicze były polsowietami z autonomią dla ludności polskiej.
28 maja 2013 do sielsowietu Stańków włączono w całości sielsowiet Lachowicze.

## Miejscowości
- agromiasteczko:
  - Zabłocie
- wsie:

| - - Bahrecowszczyzna - Bezodnica - Bohdanowszczyzna - Bułynszczyna - Głuchowszczyzna - Hrynkowszczyzna - Kamienka - Klanouka | - - Koski - Krasouszczyna - Kryłowa - Krysowo - Lachowicze - Lenina - Lichaczewszczyzna - Mahaleuszczyna | - - Mała Szatanowszczyzna - Migdałowicze - Morowszczyzna - Narejki - Pieńkiewicze - Pisarewszczyzna - Płoska - Rabcewszczyzna | - - Rożanpol - Sasnouka - Siwożanka - Słomiszcze - Stańków - Studzianka - Wasilkawa | - - Wesoły Uhoł - Wielka Szatanowszczyzna - Wiszniouka - Wójtówka 1 - Wójtówka 2 - Zosino - Żylewszczyzna |

- osiedle:
  - Sasnowy Bor